# 柳川次郎
柳川 次郎（やながわ じろう、本名：梁 元鍚（ヤン・ウォンソク）、1923年 - 1991年12月12日）は、在日韓国人のヤクザ。三代目山口組若中、 柳川組初代組長。通称：マテンの黒シャツ。
日本IBF初代コミッショナー。元極真会館最高相談役。

## 生い立ち
釜山生まれ。1930年に家族と来日し大阪府に居住、ここで後に柳川組二代目となる同胞の在日韓国人谷川康太郎（本名：康 東華（カン ドンファ））と知り合うことになる。1941年に太平洋戦争が開戦すると半ば強制労働に駆り出されるような形で家族と共に大分県の軍需工場近くに移住するが、1945年の終戦で一家は帰国をすることになる。だが、出国直前に喧嘩に巻き込まれ柳川は逮捕、このため一人日本に取り残されることになる。

## 戦後の混乱期から鬼頭組との戦闘
身寄りがなくなった柳川は大阪に赴くと旧知の谷川と合流、愚連隊に身を投じた。1946年に闇市でトラブルを起こし強盗罪で服役、1952年に出所すると大分県中津市のテキ屋吉森一家の客分となる。1953年頃に石井一郎・石井組組長（後の三代目山口組初代石井組組長）と共に、大長健一・大長組組長の舎弟となった。当時、吉森一家は石井からカスリを取っていたが、大長が「自分の舎弟・石井からカスリを取ることは許さん」と吉森一家に通告してきたことから、大長組と吉森一家が激しく対立。板ばさみとなった柳川は断指して吉森一家に詫びを入れ、これが決め手となって吉森一家は石井のカスリを放棄。大長の主張が通る。この件で柳川は再度大阪に戻ってキタで不良の頭目となり、柳川一派を形成。一時、諏訪一家の総裁だった諏訪健治大親分の下で若衆（大阪支部長）となる。
1958年には酒梅組の梅野国生（後に七二の林久五郎の跡目を継承する）の客分に。同年には釜ヶ崎の縄張り争いで、同じ酒梅組系列だった鬼頭組（組員100名）に対し、わずか8人で日本刀を手に殴り込んで名を上げた。この事件で柳川は収監されたが9箇月の服役で保釈され、出所後の11月に大阪市北区堂山で柳川組を新たに創設した。

## 柳川組創設　山口組随一の武闘派となる
1959年5月に柳川は、テキヤ北三尺組・藤本与治組長とキタの露天で提携する。だがこの提携から、大野会・大野鶴吉会長の舎弟双葉会・丹羽峯夫組長と柳川らとで小競り合いとなった。事態を収拾するために中川組・中川猪三郎組長が仲裁に入るが不調に終わり、結局別の筋からの仲裁で決着した。この一件を切っ掛けとして、三代目山口組（中川は山口組舎弟だった）と柳川の縁ができることになる。折も折、大阪府堺市の堺泉北臨海工業地帯造成工事の荷役ㆍ労働供給権の独占を目指して、山口組組長田岡一雄が勢力拡大を狙っていた時期でもあり、中川を通じて山口組若頭の地道行雄の目に留まる。1959年6月、盃を交わして柳川は地道の舎弟となった。これに伴い、柳川組の福田留吉・園幸義・黒沢明（後の三代目山口組若中）らが地道組（組長は地道行雄）の若衆に直っている。
翌年大阪で明友会事件が起こると、柳川は攻撃部隊の主力として活躍し、逮捕者24人を出しながらも活躍が認められる。1960年12月13日山口組創立記念日に柳川と石井一郎（石井一家初代組長）は 三代目山口組（田岡一雄組長）の直参となった。だがこの頃から、大阪に進出してきた他の山口組系列化の団体と柳川組との間で紛争が起こり始め、各組の利害を調整するために山口組が南道会・藤村唯夫会長（後の三代目山口組七人衆）を大阪地区の総責任者とするまでに至る。それでも柳川組の膨張が止まらなかったため、地道の提案で柳川組を他府県に進出させることを認めることになり、これを機に全国最大の組織山口組の全国制覇第一先鋒部隊として、冷酷無惨な戦闘力で活躍。近畿から北陸、更には北海道まで柳川組は進出し、全盛期には構成員2000人を数えるまでになる。
1963年に柳川は債権取立てに絡んだ恐喝容疑で逮捕され、1957年4月大阪駅で起こしたプー屋恐喝事件、1958年2月10日に起こした鬼頭組との乱闘事件とあわせて長期の服役を余儀なくされることになる。取り敢えず地道によって若中清水光重（後の三代目山口組若頭補佐）が柳川組の目付役となるも、組の跡目を決定する必要に迫られる。なお一連の刑事裁判は、昭和39年（1964年）1月16日に上告棄却・懲役7年の刑が決定的となると見て、その2日前の1月14日に柳川は引退を声明。これで仮出所を許され、2月には柳川組組員たちから豊中市の300坪の家を進呈されるがこれを受け取らず、「レストラン・サンマテオ」とし梅本昌男に経営させている。3月5日に柳川次郎は大阪市北区中之島の回生病院に入院し、組の跡目を決める算段をつけ始める。本来なら野沢儀太郎（後の五代目山口組舎弟）となるところだが、柳川は谷川を跡目に考えていた。これには、野沢をはじめ加藤武義（本名：蘇武源）・金田三俊（四代目山口組舎弟）らが難色を示した。これを見て地道が清水を推薦するが、これで柳川組幹部一同は谷川を柳川組二代目に推挙することでまとまることになる。柳川の舎弟・若中も、そのまま谷川が引き継ぐこととなった。

## 第一次頂上作戦以降
その後も勢力拡大を続ける柳川組は、最盛期に1700人もの組員を抱え（準構成員含むと約2800名）二次団体でありながら単独で警視庁指定全国広域5大暴力団に指定されるまでになった。それに対応する形で、政府の暴力団頭目の逮捕と組織の解散を目的とした第一次頂上作戦が立案された。頂上作戦の結果、1965年には錦政会、本多会、住吉会、北星会、松葉会が解散に追い込まれた。
1969年以降警察の頂上作戦の後半は、山口組（田岡一雄組長）にターゲットを絞って実施された。柳川組は第一次頂上作戦に当たって、警察の集中取締りの対象となり、柳川組だけで逮捕者164人を出す事態になる。頂上作戦以降も大阪府警の集中取締りの対象になり、1969年4月9日に柳川と谷川は獄中で解散を決意。これをもって柳川組および山口組に対する第一次頂上作戦は終結することとなるが、柳川・谷川は独断で組の解散を決めたことで8月1日に山口組から絶縁処分を受ける。解散の動機については、同じ在日の少女から『在日の恥』と新聞に投書されたからだ、と柳川自身は主張したが、他にも説があり真意は不明となっている。
なお、柳川組四天王と言われていた野沢儀太郎（野沢組組長）・石田章六（石田組組長、後の六代目山口組顧問）・金田三俊（金田組組長）・藤原定太郎（藤原組組長）は、田岡によって山口組直参となっている。
ヤクザから完全に引退した後は名を魏志（たかし）と改め、亜細亜民族同盟を創立。「ある面での」日韓の親善に尽力すると共に、日本IBF設立に関わりコミッショナーを務めた。朴正煕暗殺事件により縮小された大韓民国中央情報部に代わって治安維持にあたった保安司（ポアンサ）の日本におけるパイプ役となったともされる。1991年12月、大阪で死去した。享年69（満68歳）。

## 関連書籍
- 猪野健治『やくざ外伝 柳川組二代目―小説・谷川康太郎』筑摩書房
- 飯干晃一『柳川組の戦闘』角川書店
- 竹中明洋『殺しの柳川 日韓戦後秘史』小学館

## 柳川次郎関連の映像作品
- 『やくざ戦争 日本の首領』（1977年、東映） - 迫田常吉のモデルは柳川次郎。迫田常吉役は千葉真一
- 実録・柳川組シリーズ（タキコーポレーション） - 柳川次郎役は竹内力
  - 『実録・柳川組 大阪戦争百人斬り』（2002年7月）
  - 『実録・柳川組2 西日本征圧 -報復-』（2002年10月）
  - 『実録・柳川組3 柳川次郎伝説 -完結-』（2003年3月）

## 註記
1. ↑  極真空手の創始者・大山倍達と義兄弟としての契りを交わした
2. ↑  総工費1億円。2年5ヶ月で完成した
3. ↑  通常だと、組長が引退した場合、その舎弟もみんな引退する。若中は舎弟となり、新組長の直属だった若中は、そのまま組の若中となる
4. ↑  出典は、飯干晃一『柳川組の戦闘』角川書店＜角川文庫＞1990年、ISBN 4-04-146425-0.のP.178と溝口敦『山口組ドキュメント　五代目山口組』三一書房、1990年、ISBN 4-380-90223-4.の「五代目山口組本家組織図」